# Cengong
Cengong (en chino, 岑巩; pinyin, Céngǒng, léase Dcen-Kong) es un condado bajo la administración directa de la Prefectura Qiandongnan en la Provincia de Guizhou, República Popular China.  Su área es de 1490 km² y su población total para 2010 superó los 162 mil habitantes.

## Toponimia
En 1913, el área directamente bajo la jurisdicción de la prefectura de Sizhou (思州府) se cambió a condado Si (思县), y en 1932, el condado Si se rebautizó como Cengong.
Cengong es la transcripción fonética de la nativa lengua dong al chino. En el idioma Dong, Ceng significa "montaña" y Gong es el nombre propio de la montaña. Las "Crónicas del condado Cengong" registra: "Tomando la montaña Gong, a 120 lis al oeste de la ciudad, como línea principal de gobierno del condado.

## Administración
Desde julio de 2020, el  condado Cengong se divide en 12 pueblos que se administran en 1 subdistrito,  9 poblados, 1 villa y 1 villa étnica.